# Fabrizio Meoni
Fabrizio Meoni (* 31. Dezember 1957 in Castiglion Fiorentino; † 11. Januar 2005 bei Atar, Mauretanien) war ein italienischer Rallye-Raid-Motorradrennfahrer.

## Biografie
Meoni begann erst 1989, zunächst als Amateur, mit Wüstenrallyes und gewann 1996 erstmals die Pharaonen-Rallye in Ägypten. Er starb im Alter von 48 Jahren an den Folgen eines Unfalls in der 11. Etappe der Rallye Dakar 2005. Bei einem Sturz schlug er mit dem Kopf auf den Lenker, der dabei die Crossbrille durchdrang. Alle Wiederbelebungsversuche vor Ort waren erfolglos. Gerüchte über einen Herzinfarkt wurden von der Rennleitung dementiert. Meoni war das 45. Todesopfer in der Geschichte der Rallye und das zweite bei der 27. Ausgabe, nur einen Tag nach dem Spanier José Manuel Pérez. Meoni lag an zweiter Stelle des Gesamtklassements und gewann die Rallye bereits 2001 und 2002.
Meoni hinterließ eine Frau und zwei Kinder. Er hatte beim Start in Barcelona angekündigt, dass dies seine 13. und letzte Teilnahme an der Wüstenrallye sein werde. Meoni fuhr als Profi für das Team KTM.
Mit Meoni starb innerhalb kürzester Zeit bereits der dritte Spitzen-Motorradfahrer der Rallye-Raid-Szene. Zu Ehren Meonis, Pérez’ und Richard Saincts (des in der Pharaonen-Rallye tödlich verunglückten Vorjahressieger der Dakar) ließen die Motorradfahrer der Dakar-Rallye die 13. Etappe von Kiffa nach Bamako ausfallen, nahmen das Rennen anschließend aber wieder auf. Cyril Despres und die Teamkollegen stellten eine Gedenktafel an der Unglücksstelle auf.
2006 wurde durch die Familie Meoni und Solidarity In Good Hands Onlus die Meoni Foundation gegründet. Präsident der Stiftung ist Meonis Neffe Pierluigi Fabbri und Meonis Frau Elena Cerini Meoni sowie die Familienmitglieder sind Mitglieder des Verwaltungsrats. Die humanitäre Organisation unterstützt und verwaltet die von Fabrizio Meoni zu Lebzeiten geförderten Projekte und führt diese fort. Die Stiftung ist neben dem Senegal auch in Tansania, der Elfenbeinküste, dem Südsudan, Burkina Faso und Kamerun tätig. Seit 2015 unterstützten die Veranstalter und Teilnehmer des Africa Eco Race die Meoni Stiftung.
Meoni wurde in seiner Heimatgemeinde Castiglion Fiorentino begraben. 2017 wurde in Castiglion Fiorentino eine Bronzestatue enthüllt. Sie steht in einem Kreisverkehr der SR 71 und zeigt ihn auf seinem Rallyemotorrad.
Das jüngere seiner beiden Kinder, eine Tochter, starb 2021 im Alter von nur 18 Jahren an einer kurzen, jedoch schweren Erkrankung.

### Siege
- 1996 – Pharaonen-Rallye
- 1997 – Rallye Tunesien
- 1998 – Pharaonen-Rallye
- 1999 – Pharaonen-Rallye, Dubai-Rallye
- 2000 – Tunesien-Rallye, Pharaonen-Rallye sowie den Rallye Weltcup
- 2001 – Rallye Paris-Dakar, Tunesien-Rallye, Pharaonen-Rallye
- 2002 – Rallye Paris-Dakar
- 2003 – Tunesien-Rallye